# Mclusky
Mclusky est un groupe de rock alternatif britannique, originaire de Cardiff, Pays de Galles. Il est formé par Andy « Falco » Falkous (chant, guitare), Jonathan Chapple (basse, chant) et Matthew Harding (batterie), lui-même remplacé fin 2003 par Jack Egglestone. Le groupe se sépare à la fin de 2005.

## Biographie

### Formation (1996–1998)
La légende forgée par les membres du groupe veut que Falkous et Harding se rencontrent en 1996 au Blackwood Miners Institute, une salle de spectacle de leur ville natale et de laquelle ils sont tous deux refoulés parce qu’ils s’habillaient en mineurs de fond. Quelque temps plus tard, les deux hommes rencontrent, lors du festival de Reading, Jon Chapple, lorsque ce dernier, passablement éméché se met à uriner sur leur tente…
Comme cela est par la suite suggéré, il est plus probable qu'Andy et Matthew se rencontrent alors qu’ils travaillaient au centre d’appels d’une société de double vitrage à Cardiff. Les deux compères se découvrent des ambitions musicales après une discussion au sujet du festival de Reading. Falkous fait écouter à Harding les chansons qu'il avait écrites en lui donnant une démo sur cassette audio, et ils forment peu après un groupe nommé Best, en hommage au premier batteur des Beatles, Pete Best. Le bassiste original du groupe était Geraint Bevan, une vieille connaissance de Harding.

### Débuts et albums (1999–2004)
Après une année au sein du groupe, Geraint Bevan préfère choisir sa carrière d’acteur à sa place de bassiste. Durant sa courte existence, Best avait donné un concert en compagnie d’un groupe nommé Myrtle, qui avait en son sein un personnage allumé en guise de bassiste, Jon Chapple. Juste après le départ de Geraint, les deux autres membres du groupe réussissent à convaincre Chapple de les rejoindre. Le recrutement de ce nouveau membre ne se fait pas sans l’aide de la démo que Best venait d’enregistrer aux Ocean Studios de Cardiff. Cette démo, intitulée Benedict EP et vendue par le groupe lui-même, est considérée comme les débuts officieux du groupe.
Best signe sur le label londonien Seriously Groovy qui sort leur premier album officiel, le trois titres Huwuno. Le groupe change son nom en Mclusky en 1999 et sort son premier album My Pain and Sadness is More Sad and Painful than Yours en 2000 (sorti sur Fuzzbox), avant de faire l’objet louanges de la critique internationale avec leur deuxième effort Mclusky Do Dallas en 2002,,. Leur troisième album, The Difference Between Me and You Is That I'm Not on Fire reçoit un succès d’estime similaire,. Ces deux derniers albums sont produits par le producteur et ingénieur du son américain Steve Albini.

### Séparation (2005)
Le groupe se sépare le 7 janvier 2005. Andy Falkous rend la nouvelle officielle par une annonce sur le site du groupe, le 10 janvier. Le communiqué indique que « la raison de cette séparation est privée mais pas aussi sexy que vous pourriez l’imaginer ». Il apparaîtra plus tard que les tensions grandissantes entre Falkous et Chapple seraient à l’origine de la séparation.
Andy Falkous et Jack Egglestone forment Future of the Left en 2005. John Chapple forme quant à lui Shooting at Unarmed Men.

## Membres

### Derniers membres
- Andy « Falco » Falkous - chant, guitare (1996–2005)
- John Chapple  - basse, chant (1996–2005)
- Matthew Harding - batterie (1996–2005)

### Ancien membre
- Jack Egglestone - batterie (2003–2005)